# Îlot de Sidi Abderrahman

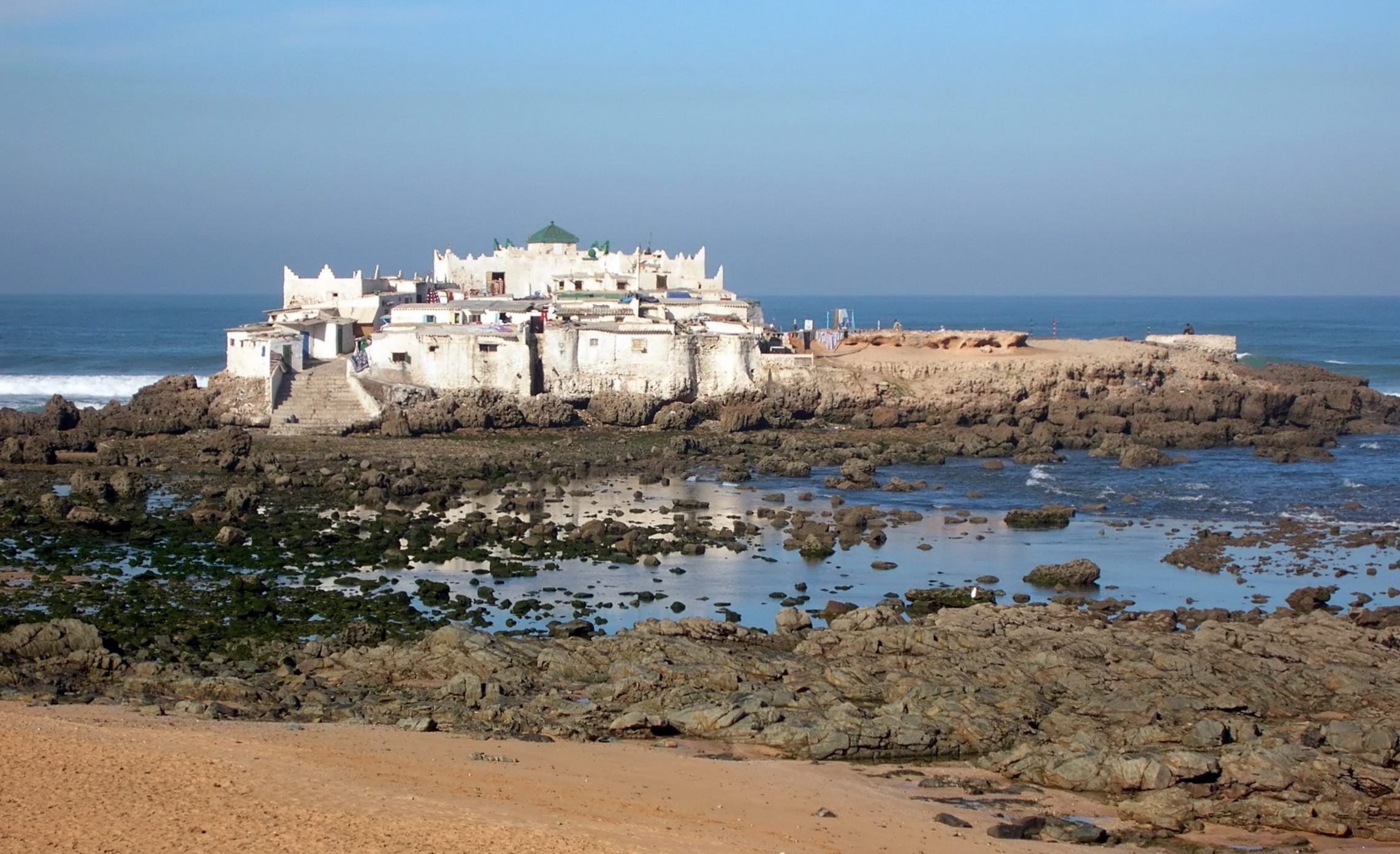
Marabout de l'îlot de Sidi Abderrahman à Casablanca

L'îlot de Sidi Abderrahman est un rocher situé à quelques mètres de la corniche de Casablanca. Il abrite la koubba d'un marabout nommé Sidi Abderrahman. À côté de sa tombe, il y a celle de sa fidèle servante. Jusqu'en janvier 2024, l'île est habitée par quelques voyantes qui lisent l’avenir dans les lignes de la main ou dans du plomb fondu. Certaines personnes y allaient régulièrement pour des sortilèges d'amour ou pour s'attirer de la chance.

## Dénomination
Son nom est un hagionyme en hommage au saint Sidi Abderrahmane.
L'ilôt est aussi parfois appelé l'île aux sorcières (en arabe marocain : دايرة السحارت dzira lse77arat).

## Description
L'accès à l'ilot est difficile, à marée basse, accompagnés par des passeurs, il faut marcher directement sur les rochers. À marée haute, la traversée est réalisée sur de grosses chambres à air tirées par des cordes.
Des cabanes ont été construites aux abords du mausolée. Des rideaux en tissu cachent les chouwafates, faiseuses de miracles. Elles tirent les cartes pour prédire l’avenir et foussèkhe avec ldoune (le plomb). On dit aussi tbatèle contre lâayne (mauvais œil), la’kèsse (malchance), tabâa (jalousie), diar (sorcellerie), lmèsse (atteinte par les djins) : des plaquettes de plomb qu’elles font fondre dans des louches portées au feu, après en avoir effleuré le corps des clients en récitant des prières. On leur place un seau d’eau froide entre les jambes, position debout, et on verse le plomb. La fumée qui s’en dégage chasse le mal. La forme du plomb liquéfié est interprétée pour identifier le mal, sa source, ses émetteurs et l’avenir. L’opération est faite trois fois.
Une quarantaine de familles vivaient sur cet emplacement qui abritait une population de 53 habitants. Cependant, le 12 janvier 2024, tout est rasé, sauf le mausolée. Les 40 familles vivant sur l'îlot ont dû quitter les lieux. Ces familles seront relogées ailleurs,,.

## Légende
La légende raconte que, Sidi Abderrahmane, un homme saint originaire de Bagdad, s'échoue et vit sur l'îlot au XIXe siècle.
Pieux et solitaire, cet homme aime le contact avec la mer et la nature. Il se serait retiré sur cette île afin de fuir un monde qu'il trouvait trop cruel. Il aurait vécu sur l'île, priant jour et nuit et aurait été si généreux et serviable, qu’on aurait décidé de lui bâtir une maison. Le saint homme, préférant dormir à la belle étoile, aurait refusé d'y loger. Dès lors, sa demeure serait devenue une maison d'accueil pour tous les pèlerins. La légende raconte que Sidi Abderrahmane a le pouvoir de marcher sur l'eau et peut ainsi voyager à travers des mondes accessibles à lui seul.
Il est sanctifié, au temps du protectorat, par le sultan Mohammed V.